# Gördes-Talsperre
Die Gördes-Talsperre (türkisch Gördes Barajı) liegt am Fluss Gördes Çayı 13 km nordöstlich der Stadt Gölmarmara in der westtürkischen Provinz Manisa. 
Die Talsperre wurde in den Jahren 1998–2012 zur Bewässerung sowie zur Trinkwasserversorgung der Stadt Manisa errichtet.
Der Steinschüttdamm mit Betonabdichtung (CFR-Damm) hat eine Höhe von 82,9 m über Talsohle und besitzt ein Volumen von 4,5 Mio. m³. 
Der zugehörige Stausee bedeckt bei Normalstau eine Fläche von 14 km² und verfügt über einen Speicherraum von 448,5 Mio. m³.
Die Talsperre dient der Bewässerung einer Fläche von 14.890 ha.